# Sint-Janskapel (Kuringen)

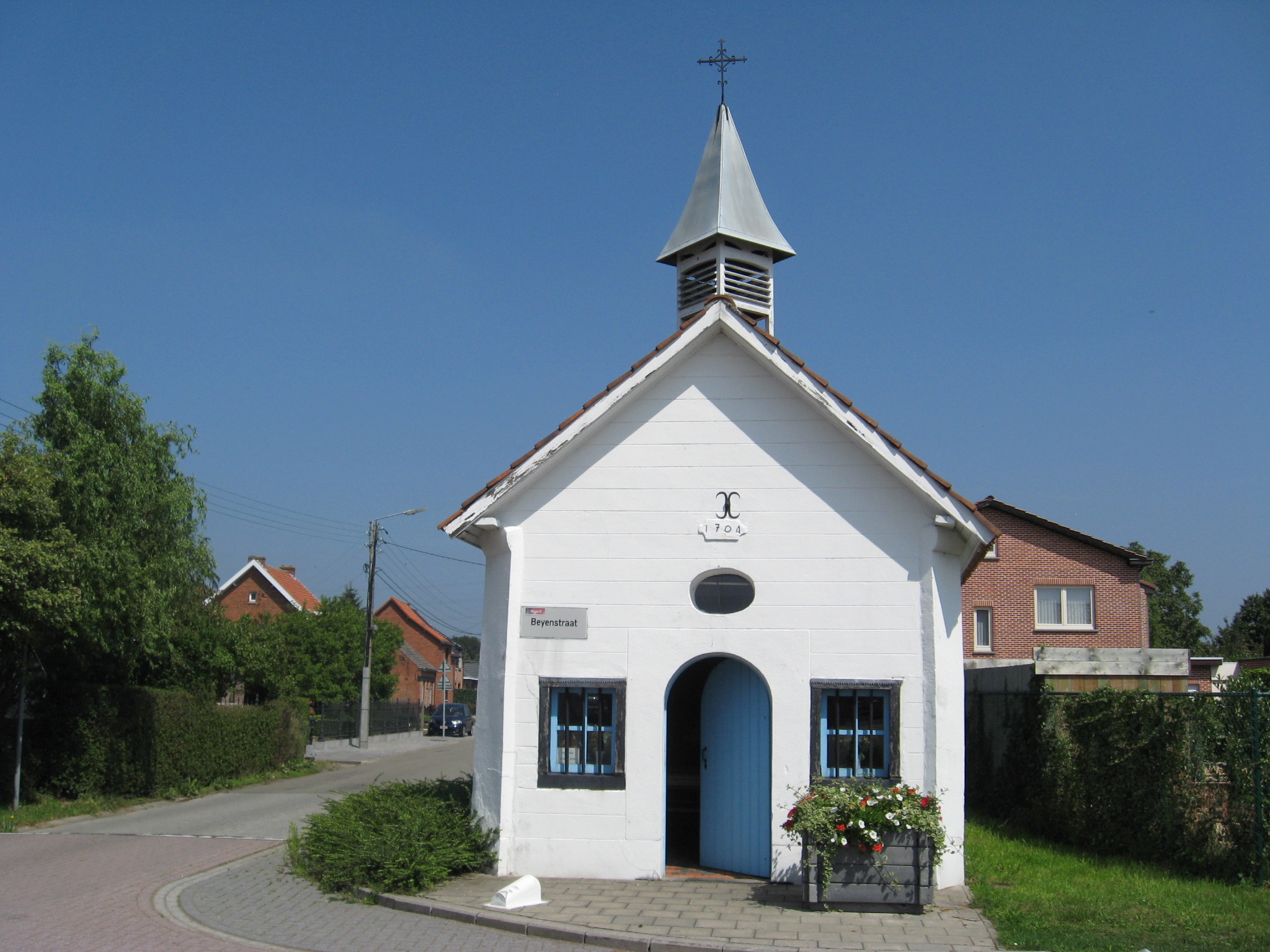
Sint-Janskapel

De Sint-Janskapel is een veldkapel in de buurtschap Tuilt van Kuringen, aan de Beyenstraat.
De kapel dateert van 1704. Vroeger stond de kapel bekend als de Onze-Lieve-Vrouwekapel. Het is een rechthoekig gebouwtje met driezijdige sluiting. Het is gedekt door een zadeldak waarop zich een dakruitertje bevindt.
De kapel bezit twee bidbanken uit 1664 en 1735. Er is een gepolychromeerd eiken beeld van de Madonna-met-de-Druiventros, uit de 15e eeuw, en een Sint-Ambrosiusbeeld, eveneens in gepolychromeerd eikenhout uitgevoerd, uit de 2e helft van de 18e eeuw.